# Liste des seigneurs de Laval
 (mars 2008).
Ceci est une liste des seigneurs de Laval. Le titre de sire de Gavre était réservé selon la coutume familiale à l'héritier présomptif du chef de la maison de Laval à partir du mariage de Guy IX de Laval.

## Première maison de Lavaloumaison de Dénéré

Armes de la famille de Laval, alors vassaux du duc de Bretagne.
De gueules au léopard d'or. (voir légende au sujet de ce blason).

(Dénéré est Denneray à Avoise, en Champagne-Hommet, partie sud de la Champagne du Maine)
- Guy Ier de Laval, (mort vers 1062)
- Hamon de Laval, son fils
- Guy II de Laval
- Guy III de Laval
- Guy IV de Laval
- Guy V de Laval, († 1210))
- Guy VI de Laval dit Guyonnet, († 1211)
- Emma de Laval, (1211-1264), sa sœur

## Deuxième maison de Laval, branche cadettede Montmorency
- Guy VII de Laval, (1264-1267) ;
- Guy VIII de Laval, (1267-1295) ;

Blason de Guy de Laval-Montmorency

Blason de Guy de Laval-Montmorency

- Guy IX de Laval, (1295-1333) (son demi-frère puîné André est la souche de branches cadettes) ;
- Guy X de Laval, (1333-1347) ;
- Guy XI de Laval, (1347-1348) ;
- Guy XII de Laval, (1348-1412), son frère ;

## Maison de Montfort-Laval
- Guy XIII de Laval, (1412-1414), seigneur de Montfort, gendre du précédent ;
- Anne de Laval, (1414-1416), fille de Guy XII et femme de Guy XIII ;
- Guy Turpin, époux d'Anne de Laval, (1416-1417) ;
- Anne de Laval, (1417-1429) ;
- Guy XIV de Laval, (1429-1486), premier comte de Laval.

## Sources et bibliographie
- Alphonse-Victor Angot, Ferdinand Gaugain, Dictionnaire historique, topographique et biographique de la Mayenne, Goupil, 1900-1910
- Jacques Le Blanc de la Vignolle, Généalogies de la maison de Laval
- Arthur Bertrand de Broussillon ( éd.) (ill. Paul de Farcy), La maison de Laval, 1020-1605. Étude historique accompagnée du cartulaire de Laval et de Vitré, t. I : Les Laval, 1020-1264, Paris, Alphonse Picard et fils, 1895, XVI-320 p. (lire en ligne).
- Arthur Bertrand de Broussillon ( éd.) (ill. Paul de Farcy), La maison de Laval, 1020-1605. Étude historique accompagnée du cartulaire de Laval et de Vitré, t. II : Les Montmorency-Laval, 1264-1412, Paris, Alphonse Picard et fils, 1898 (lire en ligne).
- Arthur Bertrand de Broussillon ( éd.) (ill. Paul de Farcy), La maison de Laval, 1020-1605. Étude historique accompagnée du cartulaire de Laval et de Vitré, t. III : Les Montfort-Laval, 1412-1501, Paris, Alphonse Picard et fils, 1900 (lire en ligne).
- Arthur Bertrand de Broussillon ( éd.) (ill. Paul de Farcy), La maison de Laval, 1020-1605. Étude historique accompagnée du cartulaire de Laval et de Vitré, t. IV : Les Montfort-Laval et leurs cadets, 1501-1605, Paris, Alphonse Picard et fils, 1902, 417 p. (lire en ligne).
- Arthur Bertrand de Broussillon ( éd.) (ill. Paul de Farcy), La maison de Laval, 1020-1605. Étude historique accompagnée du cartulaire de Laval et de Vitré, t. V : Nouvelles recherches. Table des noms, Paris, Alphonse Picard et fils, 1903, 307 p. (lire en ligne).
- Arthur Bertrand De Broussillon et Paul de Farcy, Sigillographie des seigneurs de Laval, 1095–1605, Mamers, G. Fleury et A. Dangin, 1888, 152 p. (lire en ligne).
- Arthur Bertrand De Broussillon et Eugène Vallée, Documents inédits pour servir à l'histoire du Maine au XIVe siècle : avec une table alphabétique des noms, vol. I, Le Mans, Société historique de la province du Maine, coll. « Archives historiques du Maine », 1905, 597 p. (lire en ligne).
- Malcolm Walsby, « La famille de Laval et Anne de Bretagne, 1488–1513 », dans Dominique Le Page (dir.), Pour en finir avec Anne de Bretagne ? : actes de la journée d'étude organisée aux Archives départementales de la Loire-Atlantique le 25 mai 2002, Nantes, Archives départementales de Loire-Atlantique, Conseil général de Loire-Atlantique, 2004, 132 p. (ISBN 2-86044-025-9), p. 109-124.
- Malcolm Walsby, « Un grand seigneur protestant durant les guerres de religion : aspects de la carrière politique et militaire de Guy XIX, comte de Laval (1580-1586) », Société d’Histoire et d’Archéologie de la Mayenne, no 22,‎ 1999, p. 87-106.
- (en) Malcolm Walsby, The Counts of Laval : Culture, Patronage and Religion in Fifteenth and Sixteenth-Century France, Aldershot, Ashgate, 2007, 220 p. (ISBN 9780754658115, présentation en ligne), [présentation en ligne].